# Special Interest Group on Algorithms and Computation Theory
Le Special Interest Group on Algorithms and Computation Theory (SIGACT) est le pôle d'intérêt commun de l'ACM consacré au soutien de la recherche sur l'informatique théorique. Il a été créé en 1968 par Patrick C. Fischer.

## Publications
SIGACT publie une lettre d'information trimestrielle, intitulée SIGACT News. Sa version en ligne, intitulée SIGACT News Online, est disponible depuis 1996 pour les membres du SIGACT, avec certaines parties en accès libre.

## Conférences
SIGACT sponsorise plusieurs conférences annuelles :
- COLT : Conference on Learning Theory
- PODC : ACM Symposium on Principles of Distributed Computing (en), parrainée conjointement avec SIGOPS
- PODS : ACM Symposium on Principles of Database Systems (en)
- POPL : ACM Symposium on Principles of Programming Languages (en)
- SoCG : ACM Symposium on Computational Geometry, parrainée conjointement avec SIGGRAPH
- SODA : ACM/SIAM Symposium on Discrete Algorithms, parrainée conjointement avec la Society for Industrial and Applied Mathematics. Deux groupes de travail annuels, et qui ont lieu en même temps que SODA ont le même parrainage conjoint :
  - ALENEX : Workshop on Algorithms and Experiments
  - ANALCO : Workshop on Analytic Algorithms and Combinatorics
- SPAA : ACM Symposium on Parallelism in Algorithms and Architectures (en)
- STOC : ACM Symposium on the Theory of Computing (en)

COLT, PODC, PODS, POPL, SODA et STOC figurent tous parmi les lieux à taux de citation élevés à la fois dans citeseerx et dans libra.

## Distinctions et prix
- Prix Gödel, pour des articles exceptionnels en informatique théorique, parrainé conjointement avec l'EATCS
- Prix Knuth, pour des contributions exceptionnelles sur les fondements de l'informatique, parrainé conjointement avec le comité technique sur les fondements mathématiques du calcul par la IEEE Computer Society
- Prix Dijkstra en algorithmique répartie, parrainé conjointement avec SIGOPS, EATCS, et diverses entreprises[4].
- Prix Paris Kanellakis pour récompenser des avancées théoriques qui ont un effet significatif et démontrable sur l'informatique pratique. Prix de l'ACM coparrainé par le SIGACT
- Prix Eugene L. Lawler (en) pour des contributions humanitaires au sein de l'informatique. Prix ACM coparrainé par le SIGACT
- Prix Danny Lewin (en) du meilleur article d'étudiant
- Prix ACM du meilleur article, dans les colloques Symposium on Theory of Computing de l'ACM et FOCS de l'IEEE
- Prix ACM SIGACT pour des services significatifs rendus à l'association.

## Article lié
- Symposium on Theoretical Aspects of Computer Science